# Port lotniczy Mataram-Selaparang
Port lotniczy Mataram-Selaparang (IATA: AMI, ICAO: WADA) – port lotniczy położony w Mataram, na wyspie Lombok, w prowincji Małe Wyspy Sundajskie, w Indonezji.